# Grabbüste des Titus Claudius Victor

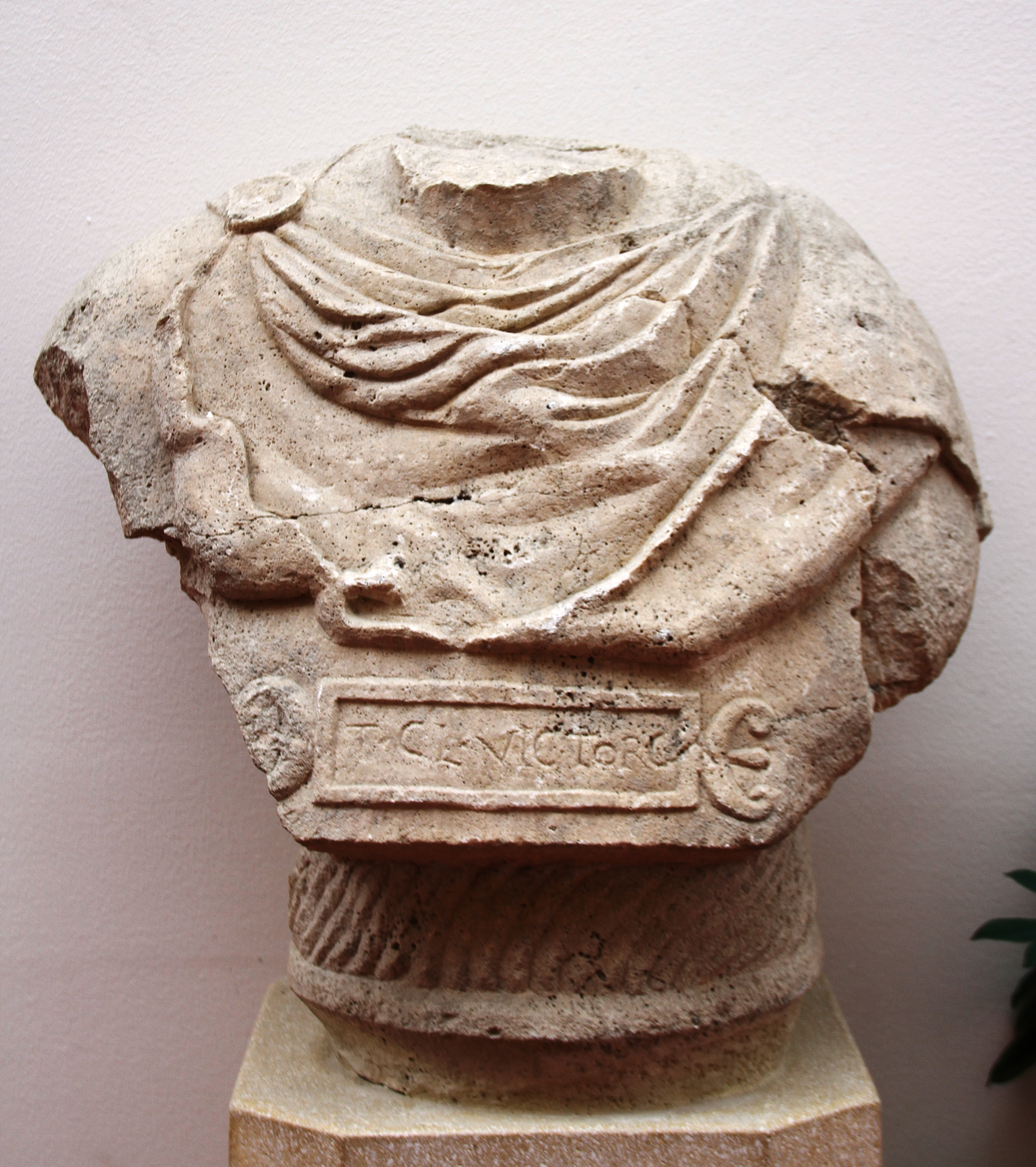
Grabbüste des Titus Claudius Victor in der Dauerausstellung des Aquincum Museum

Die Grabbüste des Titus Claudius Victor ist ein unvollständig erhaltenes Grabdenkmal aus der römischen Stadt Aquincum (heute Budapest). Das Objekt ist heute im Aquincum Museum ausgestellt. Die darauf angebrachte Inschrift benennt den Grabinhaber als Militärangehörigen namens Titus Claudius Victor. Die dargestellte Person trägt als Schmuckstück eine auffällige Fibel und auf ihrer linken Schulter wurde bereits in der Antike eine Swastika eingeritzt.

## Fundumstände und Aufbewahrung
Die Büste wurde 1993 bei Grabungen in einem Gräberfeld geborgen, das sich ganz im Süden der Doppelstadt Aquincum (südlich der canabae) befand. Dort lag sie in einem ummauerten Grabbezirk, der mehrere Brandgräber enthielt. Eine genaue Datierung der Grabanlage ist nicht möglich, da die gefundenen Beigaben nur allgemein in das 2. oder 3. Jahrhundert einzuordnen sind. Die Fundumstände der Büste deuten darauf hin, dass sie nicht von außerhalb sichtbar, sondern im Inneren einer Grabkammer aufgestellt war.
Die Büste wurde in das Aquincum Museum verbracht und trägt dort die Inventarnummer 97.12.3.

## Beschreibung und Deutung der Büste

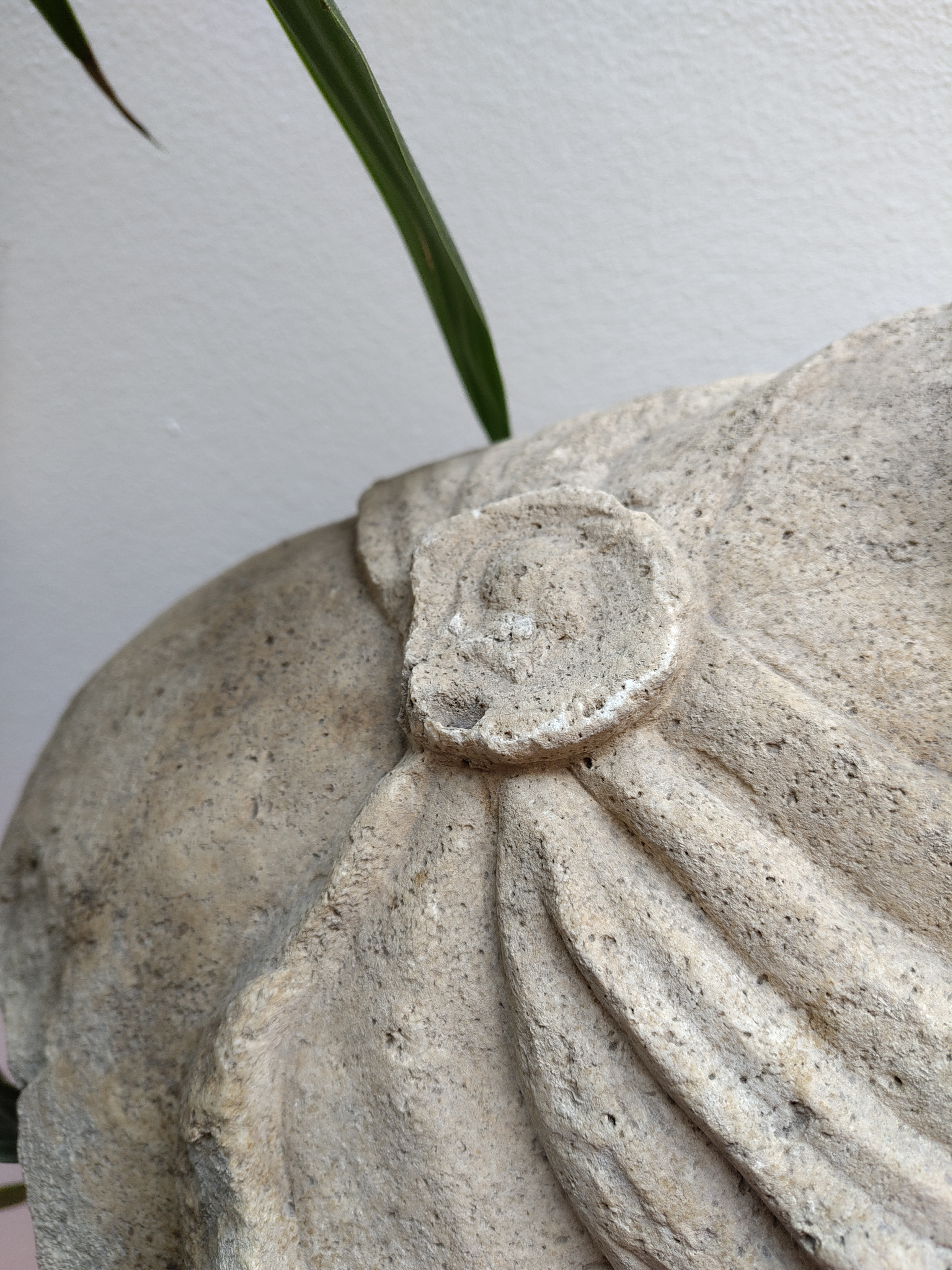
Rechte Schulter der Büste mit Scheibenfibel

Der Kopf der Büste fehlt. Die erhaltenen Teile sind insgesamt 62 Zentimeter hoch und wurden aus einem Stück Kalkstein gehauen: das ovale Postament, der altarförmige Stützpfeiler auf der Rückseite und der Oberkörper eines Mannes, der einen Mantel trägt. Das Kleidungsstück wird auf der rechten Schulter von einer Scheibenfibel zusammengehalten, die ihrerseits mit einer behelmten Büste verziert ist. Dieses aus dem Stein herausgearbeitete Schmuckstück des Mannes zeigt vermutlich eine militärische Gottheit wie Roma, Minerva oder Mars. Entsprechende „echte“ Fibeln sind tatsächlich aus militärischen Kontexten archäologisch bekannt. Der Stil der Büste erlaubt eine ungefähre Datierung in die zweite Hälfte des 2. Jahrhunderts oder das erste Drittel des 3. Jahrhunderts n. Chr.

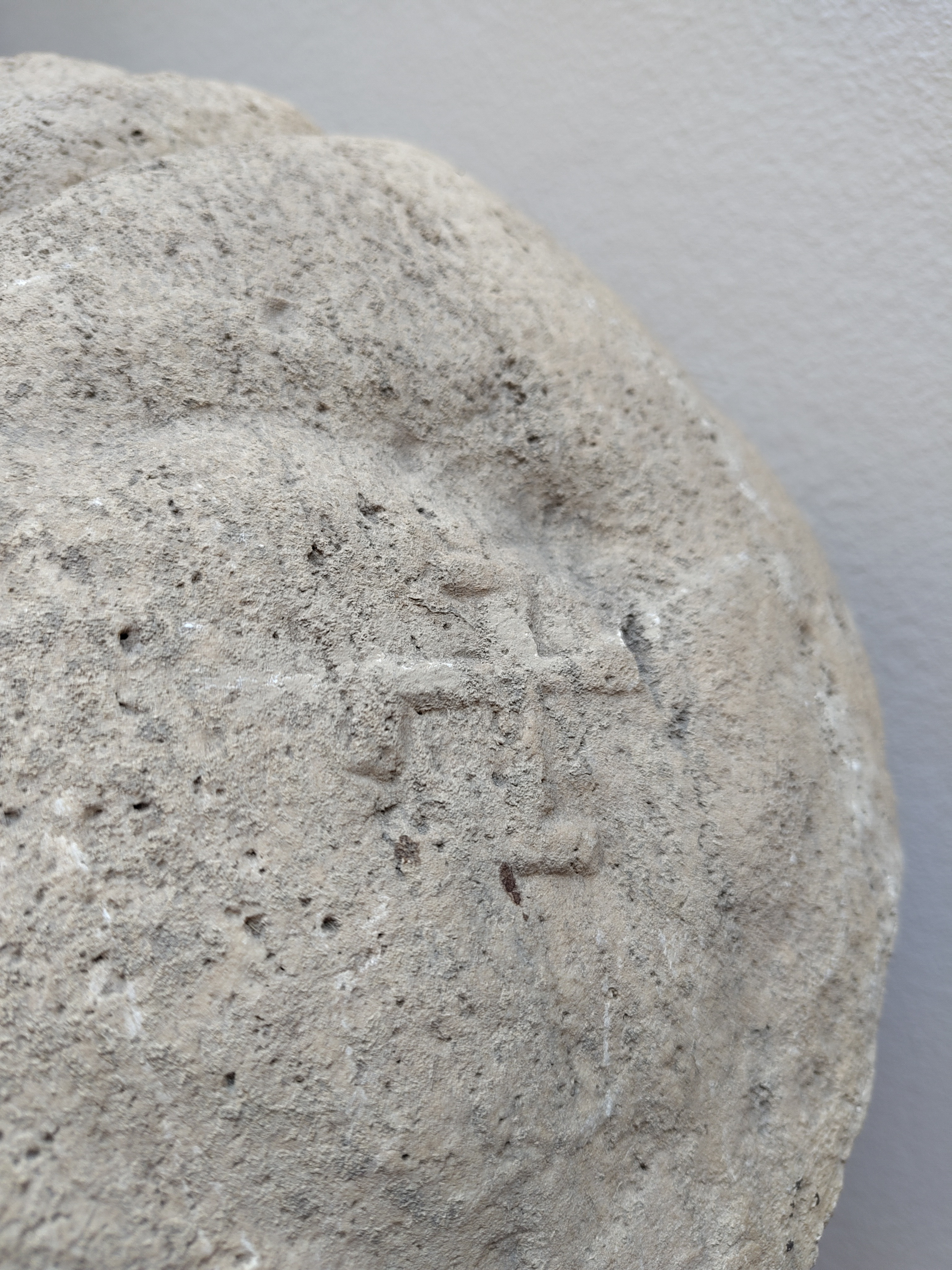
Linke Schulter der Büste mit Swastika

Auf der linken Schulter des dargestellten Mannes wurde eine Swastika herausgearbeitet, genauso wie auch die Inschrift mit dem Namen des Grabinhabers nachträglich eingetragen wurde. Vermutlich wurde die Büste in einer Bildhauerwerkstatt vorbereitet und die Anbringung der Inschrift wie auch der Swastika erfolgte nachträglich auf speziellen Kundenwunsch des Verstorbenen oder seiner Angehörigen.
Die Swastika ist schwer zu deuten. Es könnte eine weitere Scheibenfibel gemeint sein, da tatsächlich entsprechende Fibeln in dieser Form bekannt sind (sogenannte „Hakenkreuzfibeln“). Dagegen spricht aber, dass auf der Büste ja bereits eine Fibel dargestellt ist und die Position der Swastika ungewöhnlich für ein solches Schmuckstück wäre. Eine alternative Erklärung ist, dass es sich bei dem Symbol um ein persönliches Zeichen handelte, das die Zugehörigkeit des Titus Claudius Victor zu einem bestimmten Personenkreis symbolisierte. Möglich wäre beispielsweise ein elitärer „Club“ in der römischen Armee, dessen Mitglieder sich durch die Swastika auswiesen, oder die Zugehörigkeit zu einer Religion. Es gab verschiedene Sonnenkulte, bei denen die Swastika als Symbol genutzt wurde – dazu könnte auch der in der römischen Kaiserzeit sehr beliebte Mithraismus gehört haben. In jedem Fall war das Emblem für Titus Claudius Victor so wichtig, dass es seine Angehörigen nachträglich an der wohl bereits fertiggestellten Büste anbringen ließen.

## Dargestellte Person
Die Person des Grabinhabers ist aus der Inschrift bekannt, die vorne auf der Büste in einem dekorativen Rahmen, einer sogenannten Tabula ansata, eingemeißelt wurde. Sie lautet:

“T(itus) Cl(audius) Victor c(ustos) a(rmorum)”

„Titus Claudius Victor, Aufseher der (oder: über die) Waffen“

Der letzte Buchstabe der Inschrift, das „A“ als Abkürzung für „armorum“ („der Waffen“), ragt über die Tabula ansata hinaus. Der Rang eines custos armorum, frei übersetzt eines „Waffenwarts“, ist in Aquincum mehrfach durch Inschriften bezeugt. Er stand in der römischen Legion rangmäßig über einem einfachen Soldaten, aber unter einem Centurio.
Vor der sorgfältigen Analyse des Fundstückes wurde das A, da es sich nicht im vorgesehenen Schriftfeld befindet, nicht als Buchstabe erkannt, sondern wohl für eine Beschädigung des Steines gehalten. Die Berufsangabe des Titus Claudius Victor wurde fälschlich daher als „C“ gelesen und als „Centurio“ interpretiert. Daher findet sich in frühen Erwähnungen des Stückes in der Literatur diese Rangangabe für den Verstorbenen.